# Centomiglia del Lario
La Centomiglia del Lario è una gara di motonautica organizzata dallo Yacht Club Como M.I.La. C.V.C. e disputata ogni anno sulle acque del Lago di Como.
La prima edizione è stata disputata il 4 settembre 1949 sul percorso Como-Lecco-Colico-Isola Comacina-Como. Come tale è la gara di motonautica disputata continuativamente per più edizioni, e la seconda gara di motonautica più longeva d'Italia dopo la Pavia-Venezia. Negli anni è diventata uno dei più importanti e prestigiosi appuntamenti della stagione motonautica Offshore ed Endurance diventando tappa del Campionato Italiano, Europeo e Mondialeper diverse categorie.

## Storia
La Centomiglia nasce come gara di fondo per entrobordo da turismo nel 1949, per iniziativa della Motonautica Italiana Lario. La prima edizione vede al via 34 partecipanti, dei quali arrivano al traguardo 26. La vittoria assoluta va a Mario Marzorati con uno scafo Taroni, motorizzato Gray Marine 5000 cc. Alla media di 66.022 km/h Fortunato Paoletti vince negli entrobordo turismo fino 2228 cmc.
L'edizione del 1950 si svolge il 10 settembre, sempre su tutto il periplo del lago ed è vinta da Carlo Somaini.
Nel 1951, dato che il periplo completo del lago risulta troppo dispersivo per i concorrenti e per il pubblico, il percorso viene ridotto da Como all'Isola Comacina. Sono ammessi anche i fuoribordo, che devono compiere 2 giri a differenza dei 3 imposti agli entrobordo. Dei 40 scafi in gara, 20 tagliano il traguardo. La vittoria assoluta va a Carlo Somaini, mentre Angelo Molinari, vince negli entrobordo con uno scafo Lariano costruito nel cantiere posto sotto i distinti dello Stadio Sinigaglia, motorizzato Mecury.
L'edizione del 1960 è vinta dal tedesco Walter Ebers su un Timossi motorizzato BPM.
Giuseppe Roda, con motore Mercury e scafo Angelo Molinari, nel 1964 è il primo a vincere la Centomiglia con un fuoribordo alla media di 95,829 km/h.
Gli anni '60 segnano anche il boom dei concorrenti: l'edizione del 1962 supera il numero di 100 (121 partiti e 96 arrivati), mentre quella del 1967 ne vede addirittura 130 al via.
Gli inizi anni '70 vedono il dominio dei fuoribordo da corsa, i famosi ON 2000, con Renato Molinari e Cesarino Scotti. La corsa viene ripresa in mano degli entrobordo con Tullio Abbate (il pilota che ha vinto più edizioni: 11) e Giuseppe Todeschini.
Con l'edizione del 1977, il percorso viene ulteriormente accorciato da Como alla punta di Germanello di Laglio, per 8 giri. 
La Centomiglia, del 5 ottobre 1986, è vinta da Stefano Casiraghi con un entrobordo Abbate motorizzato Lamborghini. Dal 1987 al 1996 si ritorna a girare all'Isola Comacina. Memorabile sarà l'edizione del 1993, rinviata da ottobre a fine novembre per l'esondazione del Lago di Como. Con un lago liscio come l'olio per l'assenza di altri natanti, è l'edizione della caduta di ogni record. Quel 21 novembre 1993, infatti il pilota luganese della M.I.L.A. Sandro Gianella, con una barca Lucini-Lamborghini, stabilisce la media più alta e tuttora imbattuta di 195,454 km/h.
Dal 1998, ritornano 8 giri classici sul percorso di Como a Laglio. La 50ª edizione, disputata il 4 ottobre 1999, è stata vinta dal pilota pluriiridato di F1 Guido Cappellini. 

## Gli anni 2000

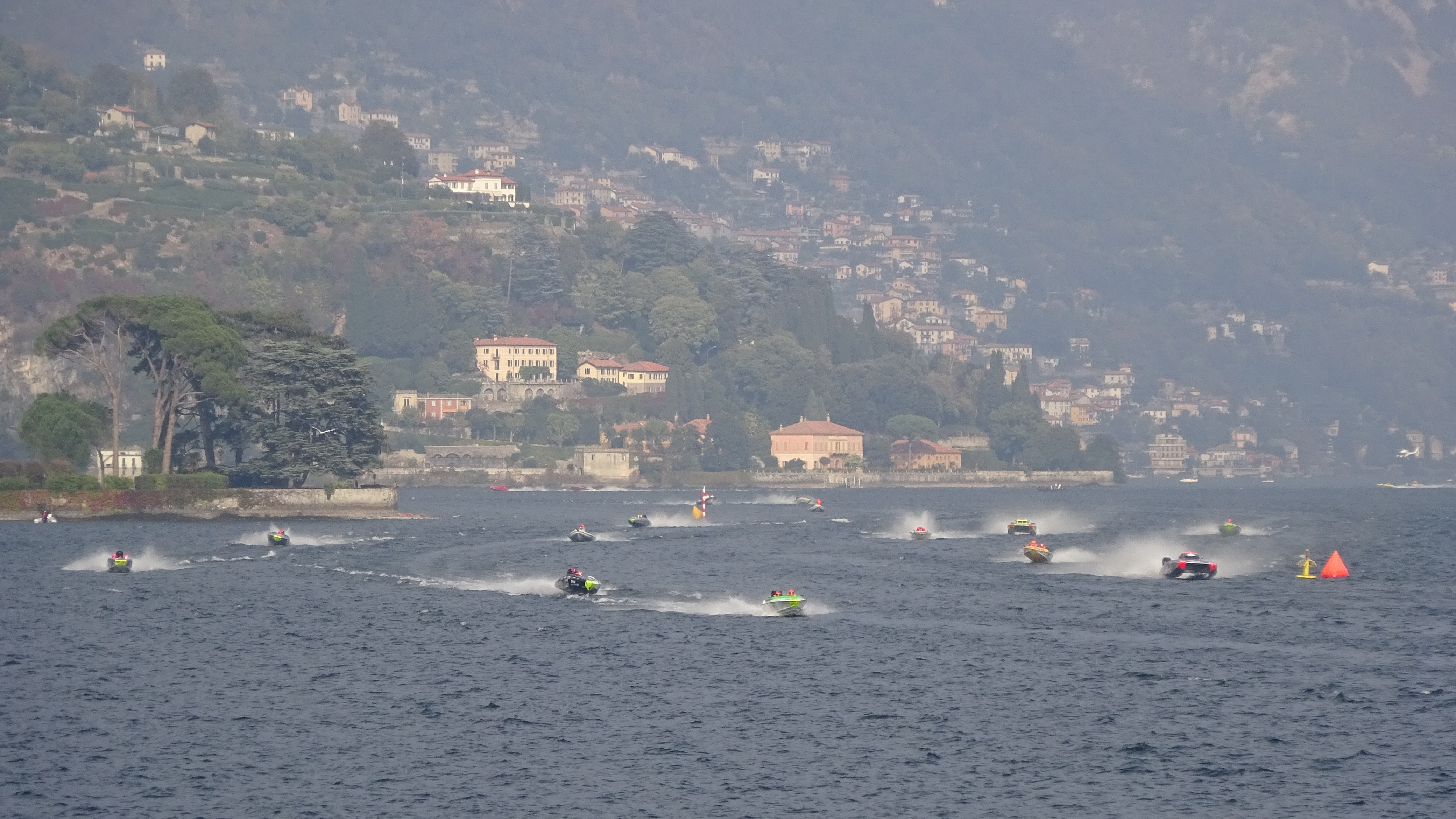
Una fase della Centomiglia del Lario 2022

Con l'anno 2005 si inaugura una nuova Centomiglia, più corta ma più spettacolare da Como a Faggeto Lario.
Nel 2009, in occasione della 60ª edizione della Centomiglia del Lario, allo Yacht Club Como M.I.La. C.V.C. viene assegnato dalla UIM il Campionato del Mondo Endurance Gruppo B disputato in tre prove: sabato 26 e domenica 27 settembre sullo specchio d'acqua del primo bacino toccando Como, Blevio, Cernobbio Como.
Nella 60ª edizione della Centomiglia del Lario disputata il 25 e 26 settembre 2010, la competizione vede la partecipazione di scafi della classe P1 Powerboat con l’assegnazione del Campionato europeo di categoria all’equipaggio Pennesi Montavoci, e la vittoria della Centomiglia all’equipaggio Carpitella- Cangiano alla media di km. 163,501 km/h.
Nell’anno 2011 la Federazione Italiana Motonautica assegna allo Yacht Club Como MILA-CVC le due prove finali di Campionato Italiano Endurance, la seconda delle quali unitamente agli scafi che hanno partecipato alla 62ª edizione della Centomiglia del Lario. 
La 63ª Centomiglia del Lario, corsa nel 2012, comprende anche la prova Unica di Campionato Europeo Endurance e una prova del campionato italiano offshore 3000.
La U.I.M assegna per la seconda volta, nel 2013, il Campionato Mondiale Endurance da abbinare alla 64ª edizione della Centomiglia del Lario. Partecipano a questa prestigiosa manifestazione equipaggi di Germania-Spagna, Belgio, Svizzera, Francia, Malta. Alla fine di tre agguerrite prove, l’ultima delle quali nell’ambito della Centomiglia del lario, si aggiudica il Campionato del Mondo Endurance, il pilota Alberto Pascali.
Nell’edizione del 2016, con il patrocinio e il contributo della Regione Lombardia, si svolge la 67ª edizione della Centomiglia del Lario. Si aggiudica la vittoria il pilota Tullio Abbate JR alla media di 147 Kmh.
Nell’anno 2017 la Centomiglia del Lario giunge alla sua 68ª edizione con la rinnovata assegnazione da parte dell’U.I.M. del Campionato del Mondo Endurance in prova unica e due prove di campionato italiano Offshore, oltre a una prova di Campionato italiano GT 15 categoria dedicata ai giovani da 12 a 16 anni.
L’edizione del 2018 vede la finale del Campionato italiano Endurance e la 69ª Centomiglia del Lario vinta dal pilota Bracchi della Motonautica Boretto Po alla media oraria di 150 km/h.
La 70ª Centomiglia del Lario corsa nel mese di settembre 2019 ha ospitato anche il Campionato europeo Endurance in prova unica. 
La 71ª Centomiglia del Lario è stata aggiudicata da Diego Cardazzo e Gianluca Coltro (su QI Composites) , mentre il Trofeo Aquabike è stato vinto, nelle rispettive classi, da Michele Cadei (GP1), Pierpaolo Terreo (GP2), Fabio Guarda (Veterans) e Alessio De Barba (Amateurs).
La 72ª Centomiglia del Lario si è svolta i giorni 1/2/3 ottobre 2021. La 73ª edizione è stata vinta da Serafino Barlesi.

## Galleria d'immagini

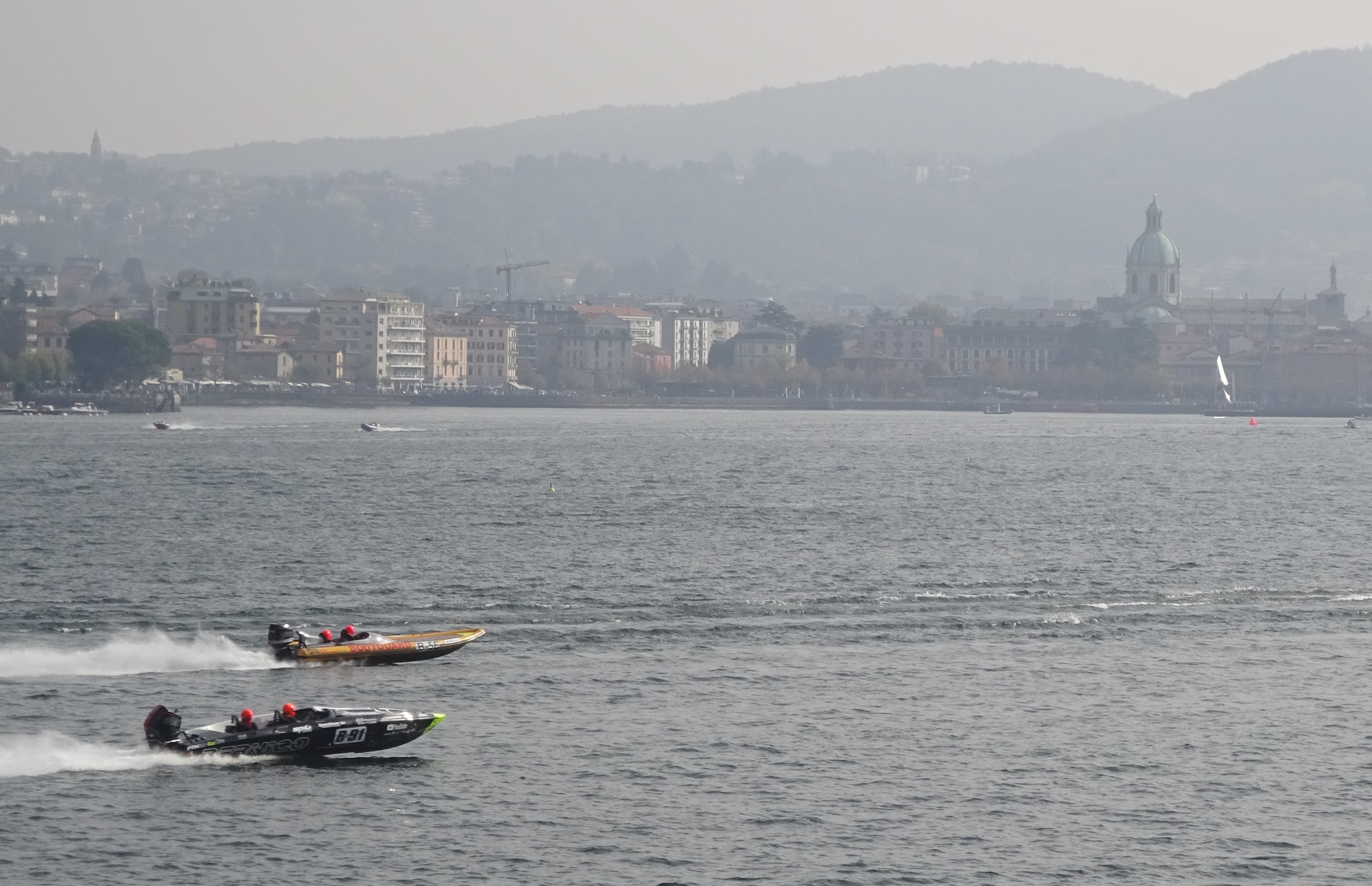
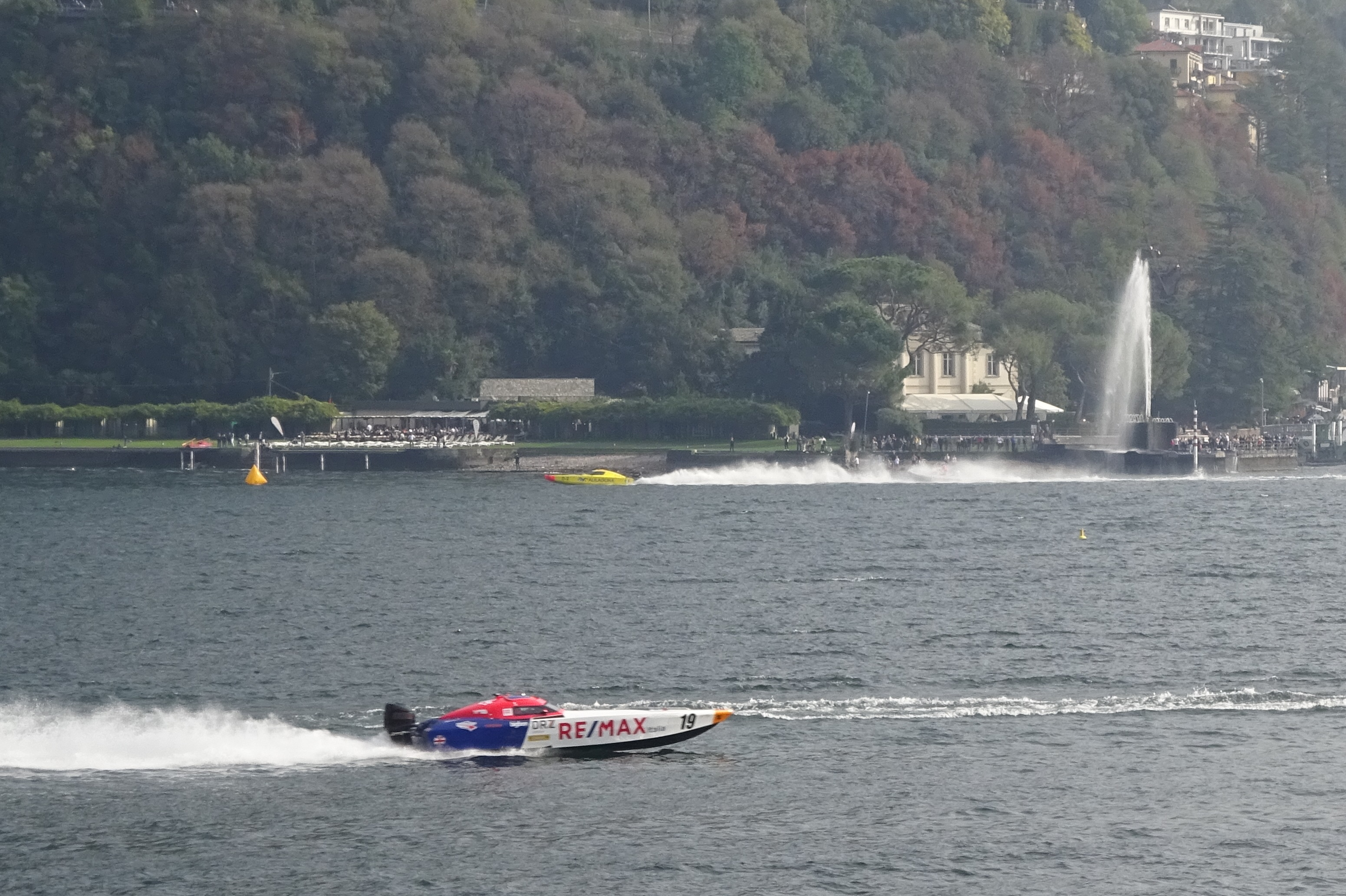
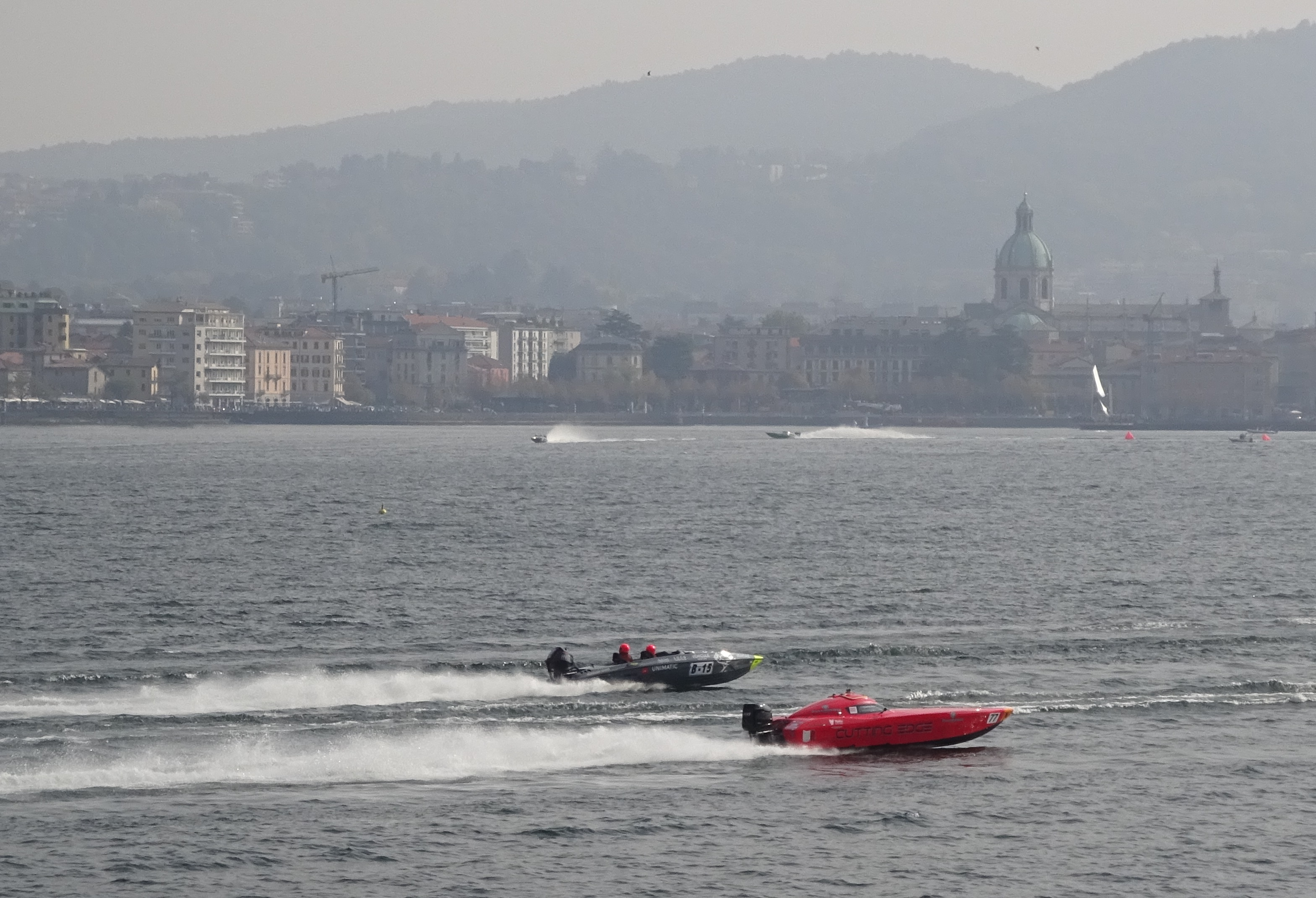
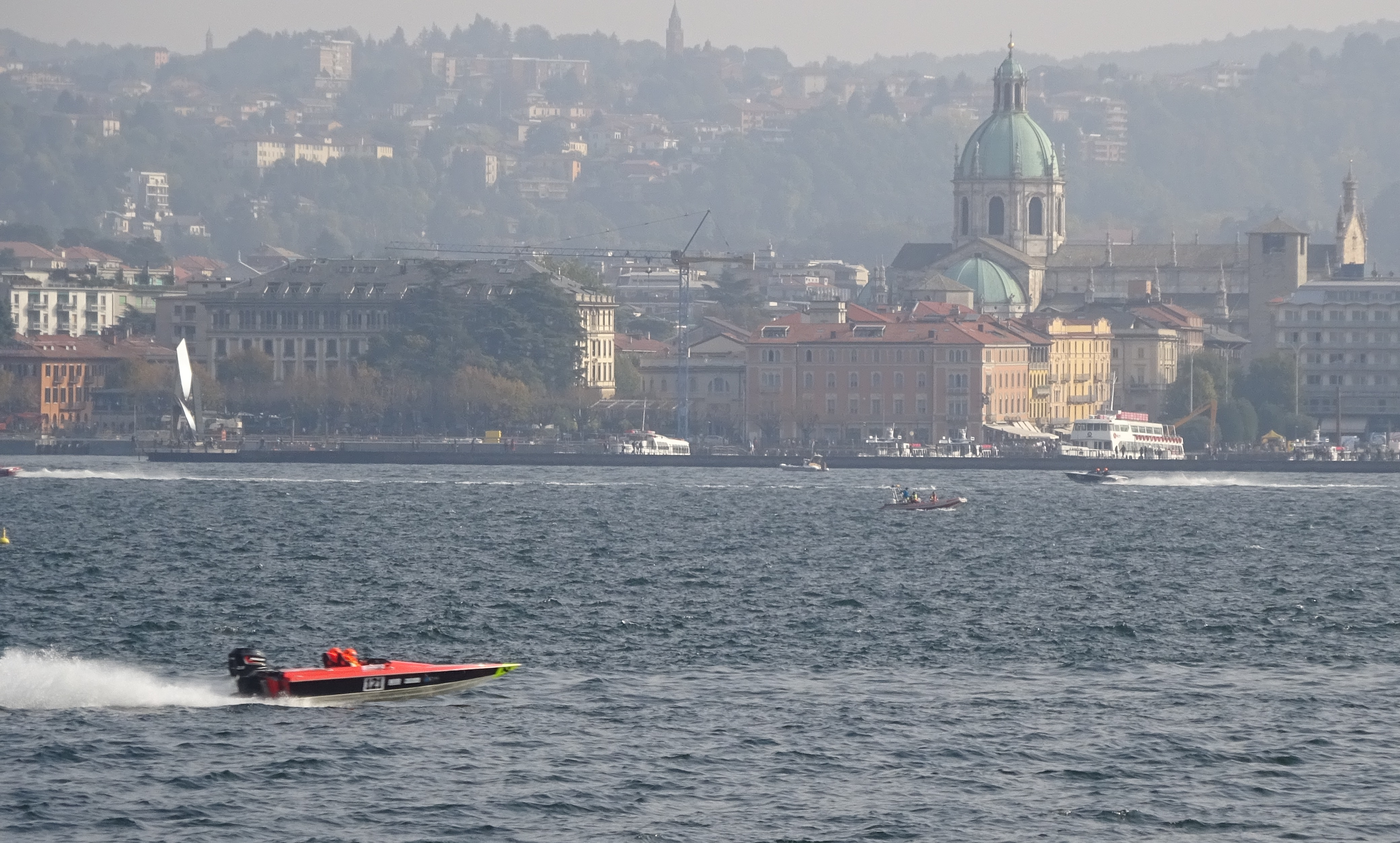
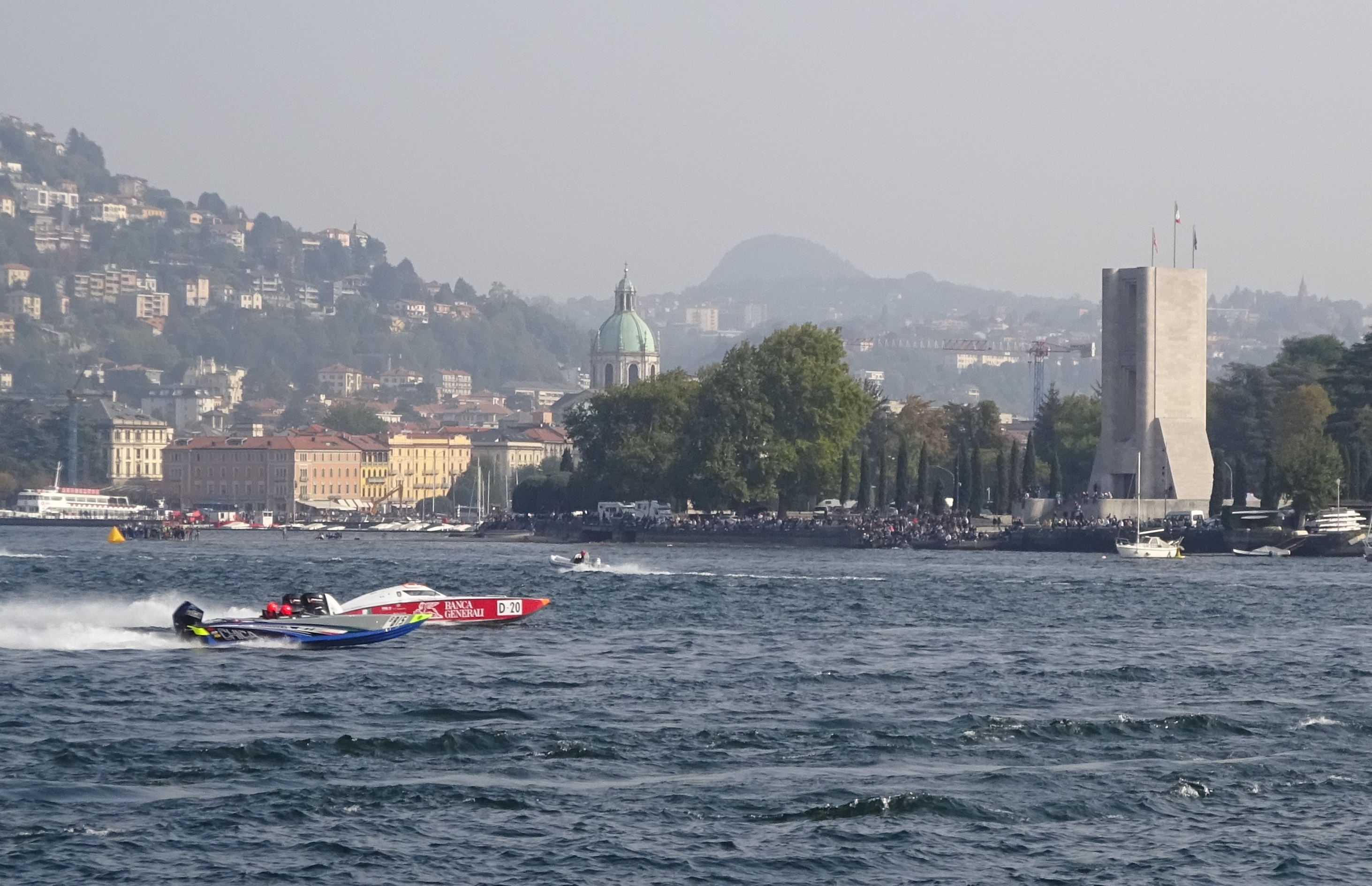